# Alfonso Corona Blake
Alfonso Corona Blake (ur. 2 stycznia 1919 w Autlán de Navarro, zm. 21 stycznia 1999 w Meksyku) – meksykański reżyser filmowy i scenarzysta. Na przestrzeni lat 1937–1971 wyreżyserował 27 filmów. Jego film Droga życia wygrał honorowe wyróżnienie (reżyser) na 6. Międzynarodowym Festiwalu Filmowym w Berlinie.

## Wybrana filmografia
- Droga życia (El camino de la vida) (1956)
- Felicidad (1956)
- El Mundo de los vampiros (1961)
- El Santo contras las mujeres vampiro (1962)